# Balinovac
Balinovac (cyr. Балиновац) – wieś w Serbii, w okręgu toplickim, w mieście Prokuplje. W 2011 roku liczyła 167 mieszkańców.